# ツール・ド・フランス2006
ツール・ド・フランス2006（フランス語: Tour de France 2006）は2006年7月1日から23日まで全21ステージで行われた93回目のツール・ド・フランス。

## 概要
前年まで7連覇（のちにドーピングが発覚して成績抹消処分）を達成したランス・アームストロングの引退、およびドーピング疑惑によるヤン・ウルリッヒとイヴァン・バッソの出場差し止めにより大混戦の大会となった。
大会は7月1日の個人タイムトライアルを皮切りに、2日間の休養を経て、7月23日の第20ステージまで行われた。フロイド・ランディスが89時間39分30秒で総合優勝したが、ランディスのツール期間中の複数の検体から禁止薬物が検出された。その後アメリカ・アンチ・ドーピング機構がツール優勝タイトルの剥奪と2年間の出場停止処分を決定し、UCIが公式にランディスの失格と総合2位だったペレイロの総合優勝を認定した。ランディスは当初薬物の使用を否定していたが、2010年になって禁止薬物を常用していたことを告白した。

## 日程と結果
| 日付 | ステージ     | コース                                                   | 距離  | 備考                 | ステージ勝者             | 総合首位               |
| ---- | ------------ | -------------------------------------------------------- | ----- | -------------------- | ------------------------ | ---------------------- |
| 7/1  | プロローグ   | ストラスブール                                           | 7km   | 個人タイムトライアル | トル・フースホフト       | トル・フースホフト     |
| 7/2  | 第1ステージ  | ストラスブール～ストラスブール                           | 183km |                      | ジミー・カスペール       | ジョージ・ヒンカピー   |
| 7/3  | 第2ステージ  | オベルネ～エシュ＝シュル＝アルゼット（ルクセンブルク）   | 223km |                      | ロビー・マキュアン       | トル・フースホフト     |
| 7/4  | 第3ステージ  | エシュ＝シュル＝アルゼット～ファルケンブルク（オランダ） | 216km |                      | マティアス・ケスラー     | トム・ボーネン         |
| 7/5  | 第4ステージ  | ユイ（ベルギー）～サン＝カンタン                         | 215km |                      | ロビー・マキュアン       | トム・ボーネン         |
| 7/6  | 第5ステージ  | ボーヴェ～カーン                                         | 219km |                      | オスカル・フレイレ       | トム・ボーネン         |
| 7/7  | 第6ステージ  | リジュー～ヴィトレ                                       | 184km |                      | ロビー・マキュアン       | トム・ボーネン         |
| 7/8  | 第7ステージ  | サングレゴワール～レンヌ                                 | 52km  | 個人タイムトライアル | セルゲイ・ゴンチャール   | セルゲイ・ゴンチャール |
| 7/9  | 第8ステージ  | サンメアンルグラン～ロリアン                             | 177km |                      | シルヴァン・カルザティ   | セルゲイ・ゴンチャール |
| 7/10 | 休養日       |                                                          |       |                      |                          |                        |
| 7/11 | 第9ステージ  | ボルドー～ダクス                                         | 170km |                      | オスカル・フレイレ       | セルゲイ・ゴンチャール |
| 7/12 | 第10ステージ | カンボ＝レ＝バン～ポー                                   | 193km | 山岳ステージ         | ファンミゲール・メルカド | シリル・デセル         |
| 7/13 | 第11ステージ | タルブ～アラン谷（プラ・デ・ベレ）（スペイン）           | 208km | 山岳ステージ         | デニス・メンショフ       | フロイド・ランディス   |
| 7/14 | 第12ステージ | リュション～カルカソンヌ                                 | 211km |                      | ヤロスラフ・ポポヴィッチ | フロイド・ランディス   |
| 7/15 | 第13ステージ | ベジエ～モンテリマール                                   | 231km |                      | イェンス・フォイクト     | オスカル・ペレイロ     |
| 7/16 | 第14ステージ | モンテリマール～ギャップ (フランス)                      | 181km |                      | ピエリック・フェドリゴ   | オスカル・ペレイロ     |
| 7/17 | 休養日       |                                                          |       |                      |                          |                        |
| 7/18 | 第15ステージ | ガップ～ラルプ・デュエズ                                 | 187km | 山岳ステージ         | フランク・シュレク       | フロイド・ランディス   |
| 7/19 | 第16ステージ | ブールドワザン～ラトシュイール                           | 182km | 山岳ステージ         | ミカエル・ラスムッセン   | オスカル・ペレイロ     |
| 7/20 | 第17ステージ | サン＝ジャン＝ド＝モーリエンヌ～モルジヌ                 | 199km | 山岳ステージ         | カルロス・サストレ       | フロイド・ランディス   |
| 7/21 | 第18ステージ | モルジヌ～マコン                                         | 193km |                      | マッテーオ・トザット     | フロイド・ランディス   |
| 7/22 | 第19ステージ | ル＝クルーゾ～モンソーレミーヌ                           | 56km  | 個人タイムトライアル | セルゲイ・ゴンチャール   | フロイド・ランディス   |
| 7/23 | 第20ステージ | アントニ・パルクドソー～パリ・シャンゼリゼ通り           | 152km |                      | トル・フースホフト       | フロイド・ランディス   |

## 最終成績

### 総合成績
| 順位 | 選手名                     | チーム                                   | 時間           |
| ---- | -------------------------- | ---------------------------------------- | -------------- |
| 失格 | フロイド・ランディス       | フォナック・ヒアリングシステム           | −57秒          |
| 1    | オスカル・ペレイロ         | ケス・デパーニュ・イリェス・バレアレス   | 89時間40分27秒 |
| 2    | アンドレアス・クレーデン   | T-モバイル                               | +32秒          |
| 3    | カルロス・サストレ         | チームCSC                                | +2分16秒       |
| 4    | カデル・エヴァンス         | ダヴィタモン・ロット                     | +4分11秒       |
| 5    | デニス・メンショフ         | ラボバンク                               | +6分09秒       |
| 6    | シリル・デセル             | アージェードゥーゼル・プレヴォワイヤンス | +7分44秒       |
| 7    | クリストフ・モロー         | アージェードゥーゼル・プレヴォワイヤンス | +8分40秒       |
| 8    | アイマル・スベルディア     | エウスカルテル・エウスカディ             | +11分08秒      |
| 9    | マイケル・ロジャース       | T-モバイル                               | +14分10秒      |
| 10   | フランク・シュレク         | チームCSC                                | +16分49秒      |
| 11   | ダミアーノ・クネゴ         | ランプレ・フォンディタル                 | +18分22秒      |
| 12   | リーヴァイ・ライプハイマー | ゲロルシュタイナー                       | +18分25秒      |
| 13   | マイケル・ボーヘルト       | ラボバンク                               | +18分49秒      |
| 14   | マルクス・フォーテン       | ゲロルシュタイナー                       | +19分00秒      |
| 15   | ピエトロ・カウキオーリ     | クレディ・アグリコール                   | +20分15秒      |
| 16   | タデイ・ヴァリャヴェツ     | ランプレ・フォンディタル                 | +25分28秒      |
| 17   | ミカエル・ラスムッセン     | ラボバンク                               | +27分36秒      |
| 18   | ジョゼ・アゼヴェド         | ディスカバリーチャンネル                 | +37分11秒      |
| 19   | マルツィオ・ブルセギン     | ランプレ・フォンディタル                 | +42分08秒      |
| 20   | ダビド・アロヨ             | ケス・デパーニュ・イリェス・バレアレス   | +43分03秒      |

### ポイント賞
| 順位 | 選手名                       | チーム                                 | ポイント |
| ---- | ---------------------------- | -------------------------------------- | -------- |
| 1    | ロビー・マキュアン           | ダヴィタモン・ロット                   | 288      |
| 2    | エリック・ツァベル           | チーム・ミルラム                       | 199      |
| 3    | トル・フースホフト           | クレディ・アグリコール                 | 195      |
| 4    | ベルンハルト・アイゼル       | フランセーズ・デ・ジュー               | 176      |
| 5    | ルカ・パオリーニ             | リクイガス                             | 174      |
| 6    | イニャキ・イサシ             | エウスカルテル・エウスカディ           | 130      |
| 7    | フランシスコ・ホセ・ベントソ | サウニエルデュバル・プロディール       | 128      |
| 8    | クリスティアン・モレーニ     | コフィディス                           | 116      |
| 9    | ジミー・カスペール           | コフィディス                           | 98       |
| 失格 | フロイド・ランディス         | フォナック・ヒアリングシステム         | 93       |
| 10   | オスカル・ペレイロ           | ケス・デパーニュ・イリェス・バレアレス | 88       |

### 山岳賞
| 順位 | 選手名                     | チーム                                   | ポイント |
| ---- | -------------------------- | ---------------------------------------- | -------- |
| 1    | ミカエル・ラスムッセン     | ラボバンク                               | 166      |
| 失格 | フロイド・ランディス       | フォナック・ヒアリングシステム           | 131      |
| 2    | ダビド・デ・ラ・フエンテ   | サウニエルデュバル・プロディール         | 113      |
| 3    | カルロス・サストレ         | チームCSC                                | 99       |
| 4    | フランク・シュレク         | チームCSC                                | 96       |
| 5    | マイケル・ボーヘルト       | ラボバンク                               | 93       |
| 6    | ダミアーノ・クネゴ         | ランプレ・フォンディタル                 | 80       |
| 7    | シリル・デセル             | アージェードゥーゼル・プレヴォワイヤンス | 72       |
| 8    | リーヴァイ・ライプハイマー | ゲロルシュタイナー                       | 66       |
| 9    | アンドレアス・クレーデン   | T-モバイル                               | 64       |
| 10   | オスカル・ペレイロ         | ケス・デパーニュ・イリェス・バレアレス   | 63       |

### 新人賞
| 順位 | 選手名                   | チーム                           | 時間           |
| ---- | ------------------------ | -------------------------------- | -------------- |
| 1    | ダミアーノ・クネゴ       | ランプレ・フォンディタル         | 89時間58分49秒 |
| 2    | マルクス・フォーテン     | ゲロルシュタイナー               | +38秒          |
| 3    | マテュー・スピリック     | ブイグ・テレコム                 | +1時間29分12秒 |
| 4    | ダビド・デ・ラ・フエンテ | サウニエルデュバル・プロディール | +1時間36分00秒 |
| 5    | モイセス・ドゥエニャス   | アグリテュベル                   | +1時間48分40秒 |

### チーム総合時間
| 順位 | チーム                                   | 時間            |
| ---- | ---------------------------------------- | --------------- |
| 1    | T-モバイル                               | 269時間08分46秒 |
| 2    | チームCSC                                | +17分04秒       |
| 3    | ラボバンク                               | +23分26秒       |
| 4    | アージェードゥーゼル・プレヴォワイヤンス | +33分19秒       |
| 5    | ケス・デパーニュ・イリェス・バレアレス   | +56分53秒       |